# Alberto Gómez (kubański piłkarz)
Alberto Gómez (ur. 12 lutego 1988) – kubański piłkarz występujący na pozycji pomocnika.

## Kariera klubowa
Alberto Gómez od 2010 jest zawodnikiem występującego w pierwszej lidze kubańskiej FC Guantánamo.

## Kariera reprezentacyjna
W reprezentacji Kuby Gómez zadebiutował w 2011. W 2011 uczestniczy w Złotym Pucharze CONCACAF.